# Antoniówka (powiat opoczyński)
Antoniówka – wieś w Polsce położona w województwie łódzkim, w powiecie opoczyńskim, w gminie Sławno. Leży na terenie Spalskiego Parku Krajobrazowego. Geograficznie znajduje się nad rzeką Słomianką, prawym dopływem Pilicy. W pobliżu wsi biegnie droga wojewódzka nr 713 łącząca Tomaszów Mazowiecki i Opoczno, oraz linia kolejowa Koluszki – Skarżysko-Kamienna. Według Narodowego Spisu Powszechnego Ludności i Mieszkań z 2021 roku liczba ludności we wsi Antoniówka to 378 z czego 51,3% mieszkańców stanowią kobiety, a 48,7% ludności to mężczyźni.
W miejscowości funkcjonują: Dom Ludowy, sklep spożywczy, zakład produkujący tynki mineralne i gospodarstwo agroturystyczne oferujące pięć miejsc noclegowych są tutaj również warsztaty napraw pojazdów, szkółki leśne oraz wiele innych punktów usługowych. W Antoniówce cyklicznie odbywają się corocznie projekcje kina letniego, oraz zawody piłki plażowej.  

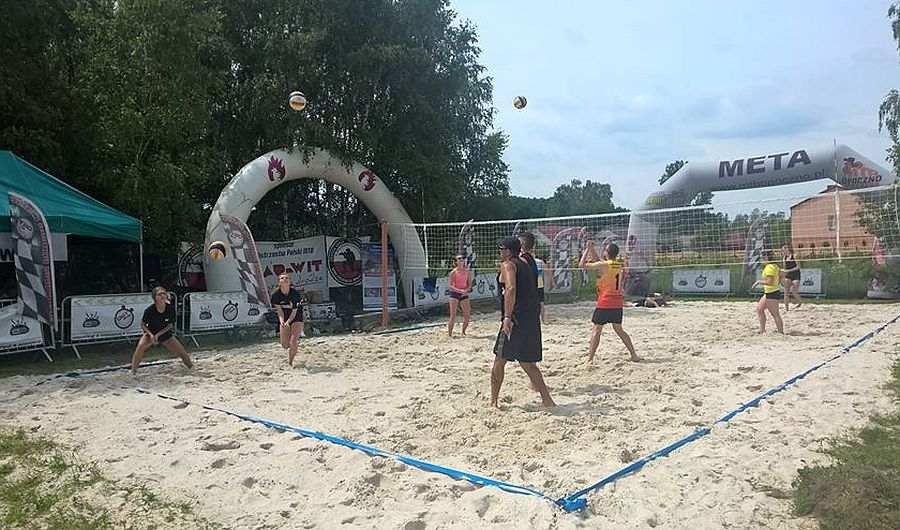
Piłka plażowa w Antoniówce

Wierni Kościoła rzymskokatolickiego należą do parafii św. Wawrzyńca w Kunicach.

## Historia
Tereny obecnej wsi w 1619 wchodziły w skład województwa sandomierskiego Rzeczypospolitej Obojga Narodów. W latach 1815–1816 tereny te znajdowały się w departamencie radomskim Księstwa Warszawskiego. W latach 1816–1837 Antoniówka, już jako wyodrębniona osada, wchodziła w skład Guberni Zachodniej Królestwa Polskiego.
Pierwsze wzmianki o wsi (zachowane mapy w posiadaniu jednego z mieszkańców miejscowości) pochodzą z XIX wieku. We wsi funkcjonowały dwa młyny, wiatraki. Młyny na początku XX wieku zostały rozebrane przez właścicieli. Tereny wsi to obszar uwłaszczonego w 1861 roku folwarku Kuniczki, który wchodził w XVIII–XIX wieku w skład majątku ziemskiego położonego w Kunicach, wsi leżącej w sąsiedztwie dzisiejszej Antoniówki. Pierwsza wzmianka o miejscowości w księdze parafialnej Parafii Kunice to rok 1913, gdzie odnotowany jest Czesław Pogorzała z Antoniówki syn Stanisława i Pauliny z d. Cieślik. 
Nazwa miejscowości pochodzi od imienia Antoni, brak jednak źródeł o konkretnym właścicielu wsi noszącym to imię. Nadmienić tutaj należy, iż nazwa Antoniów, miejscowości leżącej obok Kraśnicy powstała w podobny sposób, z tym, iż w tamtym przypadku (wiek XIX) synem dziedzica Jaxa Gryf-Bąkowskiego (właściciela dóbr Kraśnica) był Antoni, który od ojca dostał ziemie leżące w Antoniowie, stąd nazwa wsi.
Pod koniec XIX w. epidemia cholery zdziesiątkowała mieszkańców wsi. W okolicach miejscowości do chwili obecnej pozostały krzyże tzw. choleryczne, jako świadectwo epidemii.

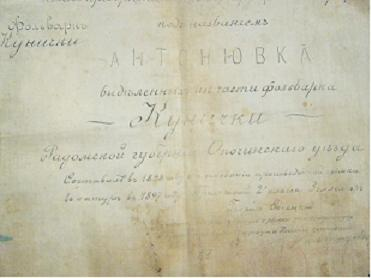
Rosyjska mapa płócienna z 1898 roku, opisująca role chłopskie w Antoniówce

W roku 1914 przez wieś przebiegła linia frontu wschodniego I wojny światowej. Wielu mieszkańców miejscowości służyło w armii carskiej. W roku 1914 Nikołaj Gumilow, oficer armii rosyjskiej, podczas stacjonowania jego sztabu w Kraśnicy w trakcie wycofywania się z Bitwy Łódzkiej, opisał dokładnie linię frontu. Linia obstawiona przez piechotę armii rosyjskiej to: Kamień Wielki – Antoninów – Ludwinów – Olszowiec. Niemieckie wojska objęły pozycje na linii: Inowłódz – rzeka Słomianka – Maziarnia – Bratków – Potok. Na podstawie zapisków Nikołaja Gumilowa – wydanego tylko w języku rosyjskim pod tytułem: Zapiski kawalerzysty – możemy dokładnie wytyczyć linie frontu oraz potwierdzić nazwy miejscowości występujące już 1914 roku. W miejscowości znajduje się stary kamienny most kolejowy z roku 1885, na trasie Tomaszów Mazowiecki - Opoczno. Most pierwotnie przystosowany był do linii kolejowej dwutorowej.
II wojna światowa pozostawiła w okolicach wsi liczne (nieoznaczone) miejsca pochówku żołnierzy niemieckich i rosyjskich. Tereny takie to między innymi Mieruń i Górki. Przez Antoniówkę wycofywały się w dniach 7 do 8 września 1939 roku pododdziały 23 Pułku Ułanów Grodzieńskich. Pododdziały kierowały się w kierunku miejscowości Poświętne wzdłuż linii rzeki Słomianki z kierunku miejscowości Sławno. W Sławnie na terenie cmentarza parafialnego do dziś są trzy groby ułanów tego pułku; dwóch poległo w Mniszkowie, jeden w Sławnie.
W 1944 roku odbyły się dwie egzekucje dokonane przez żołnierzy Armii Czerwonej na złapanych w okolicach żołnierzach niemieckich.
Ludność miejscowa z biegiem czasu nadała nazwy terenom leżącym w sąsiedztwie wsi, a niebędących w granicach administracyjnych miejscowości sąsiednich. Nazwy związane były albo z ukształtowaniem terenu, albo z innymi wydarzeniami lub pracami rolnymi wykonywanymi w danym miejscu. Stąd lasy, łąki i inne nieużytki otrzymały nazwy np. Mieruń, Wołek, Górki, Kopalnia, Maciejowe, Murzynek, Czarny Las, Koło Młyna, Na Dołku, Sikornik, Kuniczki itp.
Tereny dawnej ziemi sandomierskiej, do której wraz z sąsiednimi miejscowościami należała również Antoniówka, to obszar o bogatej historii sięgającej średniowiecza. Obszar ten to teren pogranicza dwóch historycznych i kulturowych krain – Małopolski i Mazowsza. Położenie i historia wywarły duży wpływ na język oraz folklor zamieszkującej ją ludności.
W 1944 wieś weszła w skład województwa łódzkiego, następnie w latach 1957–1975 wchodziła administracyjnie do województwa kieleckiego. W latach 1975–1998 należała administracyjnie do województwa piotrkowskiego.

## Warunki hydrograficzne
Przez Antoniówkę przepływa rzeka Słomianka, która jest prawym dopływem rzeki Pilicy. Słomianka wypływa ze wzgórza Sławińskiego usytuowanego w miejscowości Sławno. W okolicach wsi znajduje się kilka naturalnych źródeł których ujścia dopływają do rzeki Słomianka. Krystalicznie czysta woda źródlana wypływa najczęściej z nierówności terenowych i wzgórz.

## Folklor
Regionalnie miejscowość leży na styku Małopolski i Mazowsza. Zachowały się tutaj obyczaje i pieśni ludowe typowe dla Małopolski, a także wpływ wzornictwa ludowego typowego dla Mazowsza, a raczej Łowicza. Na styku tych dwóch wpływów regionalnych powstał folklor opoczyński. Antoniówka jako jedna z nielicznych miejscowości w gminie Sławno posiada wiele zachowanych w oryginale drewnianych chałup z końca XIX wieku. 
We wsi prężnie działa Koło Gospodyń Wiejskich, z inicjatywy którego kultywowany jest folklor opoczyński, silnie zakorzeniony w tradycjach lokalnej społeczności.

## Odniesienia w kulturze
W roku 1986 Zespół Filmowy Zodiak nakręcił w Antoniówce sceny do filmu sensacyjnego Prywatne śledztwo w reżyserii Wojciecha Wójcika. Odtwórcą głównej roli był Roman Wilhelmi.